# Czesław Matusik
Czesław Matusik (ur. 9 listopada 1919 w Warszawie, zm. 1964 w Chicago) – polski piłkarz, napastnik, zawodnik Polonii Warszawa.
Z zawodu był stolarzem, na boisku nosił przydomek "Szczapa". Wychowanek Polonii, grał w zespole od 1935, chociaż w rywalizacji ligowej zadebiutował dopiero 20 sierpnia 1939 w zwycięskim meczu z Pogonią Lwów; był to ostatni mecz polonistów przed wybuchem wojny, a Matusikowi przypadła tym samym rola ostatniego debiutanta w przedwojennej historii klubu. Cieszył się opinią wybitnego młodego piłkarza. Ze sportu nie zrezygnował w latach okupacji, grając w konspiracyjnych klubach Okęcie i Czarni. Jesienią 1943, w czasie zbiórki piłkarzy przed meczem w Milanówku, został zatrzymany przez Niemców w łapance na warszawskim dworcu głównym. Był więźniem obozu koncentracyjnego w Oświęcimiu, potem (od lutego 1944) w Mauthausen, wreszcie w Ebensee. W 1945 doczekał wyzwolenia obozu przez wojska alianckie, dwa lata potem zdecydował się na wyjazd do USA. Zmarł w Chicago około 1964.